# Coppa di Turchia 2024-2025 (pallavolo maschile)
La Coppa di Turchia 2024-2025, 32ª edizione della coppa nazionale turca di pallavolo maschile, si è svolta dal 13 settembre 2024 al 25 marzo 2025: al torneo hanno partecipato undici squadre di club turche e la vittoria finale è andata per la quinta volta al Fenerbahçe.

## Regolamento

### Formula
La competizione prevede due fasi, quella preliminare e quella finale:
- Nella fase preliminare, dalla quale sono esonerate le migliori cinque formazioni della Efeler Ligi 2023-2024, le altre formazioni provenienti dalla Efeler Ligi 2024-2025 vengono divise in tre gironi da tre squadre, nei quali si sfidano in un round-robin e le prime classificate di ogni girone accedono alla fase seguente.
- Nella fase finale le formazioni qualificate si sfidano nei quarti di finali, in semifinale e in finale in gara unica, con gli accoppiamenti decretati da un sorteggio.

### Criteri di classifica
L'ordine del posizionamento in classifica è stato definito in base a:
- Numero di partite vinte;
- Punti;
- Ratio dei set vinti/persi;
- Ratio dei punti realizzati/subiti.

## Squadre partecipanti
| - Akkuş - Alanya - Altekma - Arkas - Bursa BB - Cizre - Develi | - Fenerbahçe - Galatasaray - Halkbank - İstanbul Gençlik - Spor Toto - Türşad - Ziraat Bankası |

L'Akkuş, il Develi e il Türşad hanno notificato il proprio ritiro prima dell'inizio del torneo.

## Torneo

### Fase a gironi

#### Gruppo A

##### Risultati
| 13 settembre 2024 Başkent Voleybol Salonu, Ankara Durata: - - Spettatori: - | Arkas  | - | Akkuş  | annullata |
| 14 settembre 2024 Başkent Voleybol Salonu, Ankara Durata: - - Spettatori: - | Türşad | - | Arkas  | annullata |
| 15 settembre 2024 Başkent Voleybol Salonu, Ankara Durata: - - Spettatori: - | Akkuş  | - | Türşad | annullata |

##### Classifica
| Pos. | Squadra | Pt | G | V | P | SV | SP | Ratio | PF | PS | Ratio |
| ---- | ------- | -- | - | - | - | -- | -- | ----- | -- | -- | ----- |
| 1.   | Arkas   | 0  | 0 | 0 | 0 | 0  | 0  | 0     | 0  | 0  | 0     |
| 2.   | Cizre   | 0  | 0 | 0 | 0 | 0  | 0  | 0     | 0  | 0  | 0     |
| 3.   | Türşad  | 0  | 0 | 0 | 0 | 0  | 0  | 0     | 0  | 0  | 0     |

      Qualificata ai quarti di finale.

#### Gruppo B

##### Risultati
| 13 settembre 2024 Başkent Voleybol Salonu, Ankara Durata: - - Spettatori: -       | Alanya  | -     | Develi  | annullata           |
| 14 settembre 2024 Başkent Voleybol Salonu, Ankara Durata: 1h:31 - Spettatori: 200 | Altekma | 3 - 0 | Alanya  | 25-22, 25-21, 25-22 |
| 15 settembre 2024 Başkent Voleybol Salonu, Ankara Durata: - - Spettatori: -       | Develi  | -     | Altekma | annullata           |

##### Classifica
| Pos. | Squadra | Pt | G | V | P | SV | SP | Ratio | PF | PS | Ratio |
| ---- | ------- | -- | - | - | - | -- | -- | ----- | -- | -- | ----- |
| 1.   | Altekma | 3  | 1 | 1 | 0 | 3  | 0  | MAX   | 75 | 65 | 1,154 |
| 2.   | Alanya  | 0  | 1 | 0 | 1 | 0  | 3  | 0,000 | 65 | 75 | 0,867 |
| 3.   | Develi  | 0  | 0 | 0 | 0 | 0  | 0  | 0     | 0  | 0  | 0     |

      Qualificata ai quarti di finale.

#### Gruppo C

##### Risultati
| 13 settembre 2024 Başkent Voleybol Salonu, Ankara Durata: 2h:27 - Spettatori: 500 | Bursa BB         | 3 - 2 | Cizre            | 25-20, 21-25, 25-27, 25-23, 15-7 |
| 14 settembre 2024 Başkent Voleybol Salonu, Ankara Durata: 1h:58 - Spettatori: 100 | İstanbul Gençlik | 3 - 1 | Bursa BB         | 25-20, 25-23, 22-25, 25-18       |
| 15 settembre 2024 Başkent Voleybol Salonu, Ankara Durata: 2h:02 - Spettatori: 200 | Cizre            | 1 - 3 | İstanbul Gençlik | 25-18, 23-25, 17-25, 26-28       |

##### Classifica
| Pos. | Squadra          | Pt | G | V | P | SV | SP | Ratio | PF  | PS  | Ratio |
| ---- | ---------------- | -- | - | - | - | -- | -- | ----- | --- | --- | ----- |
| 1.   | İstanbul Gençlik | 6  | 2 | 2 | 0 | 6  | 2  | 3,000 | 193 | 177 | 1,090 |
| 2.   | Bursa BB         | 2  | 2 | 1 | 1 | 4  | 5  | 0,800 | 197 | 199 | 0,990 |
| 3.   | Cizre            | 1  | 2 | 0 | 2 | 3  | 6  | 0,500 | 193 | 207 | 0,932 |

      Qualificata ai quarti di finale.

### Fase finale

#### Tabellone
|  | Quarti di finale | Quarti di finale |                  |            | Semifinali | Semifinali |  |  | Finale | Finale |  |
|  |                  |                  |                  |            |            |            |  |  |        |        |  |
|  | Halkbank         | 3                |                  |            |            |            |  |  |        |        |  |
|  | Halkbank         | 3                |                  |            |            |            |  |  |        |        |  |
|  | Altekma          | 1                |                  |            |            |            |  |  |        |        |  |
|  | Altekma          | 1                |                  | Halkbank   | 3          |            |  |  |        |        |  |
|  |                  |                  |                  | Halkbank   | 3          |            |  |  |        |        |  |
|  |                  |                  | İstanbul Gençlik | 1          |            |            |  |  |        |        |  |
|  | Galatasaray      | 1                | İstanbul Gençlik | 1          |            |            |  |  |        |        |  |
|  | Galatasaray      | 1                |                  |            |            |            |  |  |        |        |  |
|  | İstanbul Gençlik | 3                |                  |            |            |            |  |  |        |        |  |
|  | İstanbul Gençlik | 3                |                  | Halkbank   | 0          |            |  |  |        |        |  |
|  |                  |                  |                  |            |            |            |  |  |        |        |  |
|  |                  |                  | Fenerbahçe       | 3          |            |            |  |  |        |        |  |
|  | Fenerbahçe       | 3                | Fenerbahçe       | 3          |            |            |  |  |        |        |  |
|  | Fenerbahçe       | 3                |                  |            |            |            |  |  |        |        |  |
|  | Spor Toto        | 2                |                  |            |            |            |  |  |        |        |  |
|  | Spor Toto        | 2                |                  | Fenerbahçe | 3          |            |  |  |        |        |  |
|  |                  |                  |                  | Fenerbahçe | 3          |            |  |  |        |        |  |
|  |                  |                  | Arkas            | 1          |            |            |  |  |        |        |  |
|  | Ziraat Bankası   | 0                | Arkas            | 1          |            |            |  |  |        |        |  |
|  | Ziraat Bankası   | 0                |                  |            |            |            |  |  |        |        |  |
|  | Arkas            | 3                |                  |            |            |            |  |  |        |        |  |

#### Risultati

##### Quarti di finale
| 18 febbraio 2025 Başkent Voleybol Salonu, Ankara Durata: 1h:34 - Spettatori: 300    | Halkbank       | 3 - 1 | Altekma          | 25-17, 18-25, 25-19, 25-16        |
| 19 febbraio 2025 Burhan Felek Spor Salonu, Istanbul Durata: 1h:53 - Spettatori: 105 | Galatasaray    | 1 - 3 | İstanbul Gençlik | 25-22, 23-25, 20-25, 19-25        |
| 18 febbraio 2025 Burhan Felek Spor Salonu, Istanbul Durata: 2h:19 - Spettatori: ?   | Fenerbahçe     | 3 - 2 | Spor Toto        | 21-25, 25-20, 25-23, 19-25, 15-13 |
| 18 febbraio 2025 Başkent Voleybol Salonu, Ankara Durata: 1h:29 - Spettatori: 1 250  | Ziraat Bankası | 0 - 3 | Arkas            | 20-25, 20-25, 23-25               |

##### Semifinali
| 24 maggio 2025 Rize Yenişehir Spor Salonu, Rize Durata: 2h:14 - Spettatori: 1 500 | Halkbank   | 3 - 1 | İstanbul Gençlik | 25-17, 20-25, 25-23, 25-19 |
| 24 maggio 2025 Rize Yenişehir Spor Salonu, Rize Durata: 2h:03 - Spettatori: 2 500 | Fenerbahçe | 3 - 1 | Arkas            | 25-27, 25-15, 25-20, 32-30 |

##### Finale
| 25 marzo 2025 Rize Yenişehir Spor Salonu, Rize Durata: 1h:29 - Spettatori: 2 500 | Halkbank | 0 - 3 | Fenerbahçe | 19-25, 23-25, 17-25 |

## Statistiche
| Rendimento individuale | Rendimento individuale | Rendimento individuale | Rendimento individuale |
| Pos.                   | Nome                   | Punti                  | Squadra                |
| ---------------------- | ---------------------- | ---------------------- | ---------------------- |
| 1                      | Kaan Gürbüz            | 67                     | Fenerbahçe             |
| 2                      | Earvin N'Gapeth        | 57                     | Fenerbahçe             |
| 3                      | Cansın Enaboifo        | 55                     | İstanbul Gençlik       |
| 4                      | Armin Afshin Far       | 51                     | İstanbul Gençlik       |
| 5                      | Erhan Hamarat          | 49                     | Bursa BB               |

| Attacchi vincenti | Attacchi vincenti | Attacchi vincenti | Attacchi vincenti |
| Pos.              | Nome              | Punti             | Squadra           |
| ----------------- | ----------------- | ----------------- | ----------------- |
| 1                 | Kaan Gürbüz       | 53                | Fenerbahçe        |
| 2                 | Erhan Hamarat     | 47                | Bursa BB          |
| 2                 | Cansın Enaboifo   | 47                | İstanbul Gençlik  |
| 4                 | Earvin N'Gapeth   | 42                | Fenerbahçe        |
| 5                 | Yoandy Leal       | 41                | Halkbank          |

| Muri vincenti | Muri vincenti    | Muri vincenti | Muri vincenti    |
| Pos.          | Nome             | Punti         | Squadra          |
| ------------- | ---------------- | ------------- | ---------------- |
| 1             | Kaan Gürbüz      | 11            | Fenerbahçe       |
| 2             | Furkan Aydın     | 8             | İstanbul Gençlik |
| 3             | Sercan Bıdak     | 7             | Halkbank         |
| 3             | Mirza Lagumdžija | 7             | Halkbank         |
| 3             | Yiğit Gülmezoğlu | 7             | Fenerbahçe       |
| 3             | Armin Afshin Far | 7             | İstanbul Gençlik |

| Battute vincenti | Battute vincenti | Battute vincenti | Battute vincenti |
| Pos.             | Nome             | Punti            | Squadra          |
| ---------------- | ---------------- | ---------------- | ---------------- |
| 1                | Earvin N'Gapeth  | 11               | Fenerbahçe       |
| 2                | Burutay Subaşı   | 7                | Arkas            |
| 3                | Jean Patry       | 6                | Galatasaray      |
| 4                | Morteza Sharifi  | 5                | İstanbul Gençlik |
| 4                | Joachim Panou    | 5                | Bursa BB         |
| 4                | Fabian Drzyzga   | 5                | Fenerbahçe       |